# Бернард Грешел
Бернард Грешел (Нови Бор, 19. јун 1939 – Минстер, 4. октобар 2009) био је немачки лингвиста и слависта. У свом капиталном делу Српскохрватски језик између лингвистике и политике (Das Serbokroatische zwischen Linguistik und Politik, 2009) критички је приказао политичку деобу српскохрватског језика.

## Биографија
Студирао је славистику, општу лингвистику, као и комуникологију и фонетику на Универзитету у Бону, где је докторирао 1967. године. Тамо је наредних десет година био високошколски наставник на Институту за лингвистику и Институту за комуникологију. Године 1977. је прешао на Институт за општу лингвистику Универзитета у Минстеру, где је након одласка у пензију 2004. наставио да предаје и наредних пет година.

## Стваралаштво
Написао је десетак књига и већи број других лингвистичких радова. Иако је још за 2001. најављен излазак његове књиге о српскохрватском, наставио је интензивно да надограђује тај рукопис утркујући се с читањем енормне продукције новоизашле литературе о истраживаној теми, да би године 2009. завршио и објавио своје животно дело које је у попису литературе обухватило преко 1.500 библиографских јединица. Та монографија, у којој се лингвистичким доказима обрачунава с политизацијом лингвистике и доказује да Хрвати, Срби, Бошњаци и Црногорци говоре варијантама истог језика, добила је бројне похвалне рецензије у немачким славистичким часописима, међу којима су Zeitschrift für Slavische Philologie (67/1, Хајделберг, 2010), Zeitschrift für Balkanologie (46/2, Висбаден 2010), Osteuropa (60/9, Штутгарт, 2010), а и на енглеском говорном подручју. У загребачком часопису Књижевна република (7/10-12, 2009), одмах по изласку књиге, Сњежана Кордић је прва објавила опширну рецензију која је јако узбуркала хрватске и друге националистичке кругове у јужнословенској филологији. Месец дана након што му је десетогодишње истраживање угледало светло дана, Бернард Грешел је нађен мртав.

## Дела
- Böhlau Verlag, Köln i Wien (Slavistische Forschungen, Bd. 13). Die Sprache Ivan Vyšenśkyjs: Untersuchungen und Materialien zur historischen Grammatik des Ukrainischen. 1972. стр. 384. ISBN 978-3-412-04372-8.  139833607.
- Materialistische Sprachwissenschaft, Beltz, Weinheim in Basel (Pragmalinguistik, Bd. 15). Gröschel, Bernhard (1978). Materialistische Sprachwissenschaft: Internat. Analyt. Bibliogr. Beltz. стр. 239. ISBN 978-3-407-58026-9.
- Sprachnorm, Sprachplanung und Sprachpflege, Institut für Allgemeine Sprachwissenschaft der Westfälischen Wilhelms-Universität, Münster (1982). pp. 232 (Studium Sprachwissenschaft, Bd. 6)
- Russisch-deutsches Wörterbuch der linguistischen Terminologie: Band 1 und 2, Institut für Allgemeine Sprachwissenschaft der Westfälischen Wilhelms-Universität, Münster (1985). pp. 935 (Studium Sprachwissenschaft, Beiheft 3)
- Die Presse Oberschlesiens von den Anfängen bis zum Jahre 1945: Dokumentation und Strukturbeschreibung, Gebr. Mann, Berlin (Schriften der Stiftung Haus Oberschlesien: Landeskundliche Reihe, Bd. 4). Gröschel, Bernhard (1993). Die Presse Oberschlesiens von den Anfängen bis zum Jahre 1945: Dokumentation und Strukturbeschreibung. Gebr. Mann. стр. 447. ISBN 978-3-7861-1669-1.
- Studien und Materialien zur oberschlesischen Tendenzpublizistik des 19. und 20. Jahrhunderts, Gebr. Mann, Berlin (Schriften der Stiftung Haus Oberschlesien: Landeskundliche Reihe, Bd. 5). Gröschel, Bernhard; Lewald, Günter; Plum, Marlene (1993). Studien und Materialien zur oberschlesischen Tendenzpublizistik des 19. Und 20. Jahrhunderts. Gebr. Mann. стр. 219. ISBN 978-3-7861-1698-1.
- Themen und Tendenzen in Schlagzeilen der Kattowitzer Zeitung und des Oberschlesischen Kuriers 1925— : Analyse der Berichterstattung zur Lage der deutschen Minderheit in Ostoberschlesien, Gebr. Mann, Berlin (1993)(Schriften der Stiftung Haus Oberschlesien: Landeskundliche Reihe, Bd. 6). Gröschel, Bernhard (1939). Themen und Tendenzen in Schlagzeilen der Kattowitzer Zeitung und des Oberschlesischen Kuriers, 1925-1939: Analyse der Berichterstattung zur Lage der deutschen Minderheit in Ostoberschlesien. стр. 188. ISBN 978-3-7861-1719-3.
- Sprache & Sprachen: Teil 1: Fachsystematik der allgemeinen Sprachwissenschaft und Sprachensystematik ; mit ausführlichen Terminologie- und Namenregistern, Harrassowitz, Wiesbaden. Herbermann, Clemens-Peter; Gröschel, Bernhard; Wassner, Ulrich Hermann (1997). Sprache & Sprachen: Fachsystematik der Allgemeinen Sprachwissenschaft und Sprachsystematik : Mit ausführlichen Terminologie- und Namenregistern. Otto Harrassowitz Verlag. стр. 630. ISBN 978-3-447-03948-2.
- Sprache & Sprachen: Teil 2: Thesaurus zur allgemeinen Sprachwissenschaft und Sprachenthesaurus, Harrassowitz, Wiesbaden. Herbermann, Clemens-Peter; Gröschel, Bernhard; Waßner, Ulrich Hermann; Kaczmarek, Ludger (2002). Sprache & Sprachen: Thesaurus zur allgemeinen Sprachwissenschaft und Sprachenthesaurus / Unter Mitw. Von Ludger Kaczmarek. Otto Harrassowitz Verlag. стр. 389. ISBN 978-3-447-04567-4.
- Das Serbokroatische zwischen Linguistik und Politik: mit einer Bibliographie zum postjugoslavischen Sprachenstreit. Studies in Slavic Linguistics, Bd. 34. München: Lincom Europa. 2009. стр. 451. ISBN 978-3-929075-79-3. OCLC 428012015. OL 15295665W.  170938892.  43144034. Inhaltsverzeichnis.[5]